# Heteronyx ovatus
Heteronyx ovatus är en skalbaggsart som beskrevs av Blanchard 1850. Heteronyx ovatus ingår i släktet Heteronyx och familjen Melolonthidae. Inga underarter finns listade i Catalogue of Life.